# Gordon Durie
Gordon Scott Durie (født 6. december 1965 i Paisley, Skotland) er en tidligere skotsk fodboldspiller (angriber) og manager.
Durie spillede på klubplan i henholdsvis skotsk og engelsk fodbold. Han tilbragte syv sæsoner hos Rangers og var desuden tilknyttet begge Edinburgh-storklubberne Hibernian og Hearts. I tiden hos Rangers var han med til at vinde hele seks skotske mesterskaber. I sin tid i England repræsenterede Durie de to London-storklubber Chelsea og Tottenham.
Durie spillede desuden 43 kampe og scorede syv mål for Skotlands landshold. Hans første landskamp var et opgør mod Bulgarien 11. november 1987, hans sidste en kamp mod Marokko 23. juni 1998. Han var en del af den skotske trup til både VM i 1990 i Italien, EM i 1992 i Sverige, EM i 1996 i England og VM i 1998 i Frankrig. Alle fire slutrunder endte med skotsk exit efter det indledende gruppespil.

## Titler
Skotsk mesterskab
- 1994, 1995, 1996, 1997, 1999 og 2000 med Rangers

Skotsk FA Cup
- 1996, 1999 og 2000 med Rangers

Skotsk Liga Cup
- 1993, 1996 og 1998 med Rangers